# نمویوو
نمویوو (به چکی: Nemojov) یک منطقهٔ مسکونی در جمهوری چک است که در منطقه تروتنوف واقع شده‌است.
 نمویوو  ۷۳۴ نفر جمعیت دارد و ۳۹۱ متر بالاتر از سطح دریا واقع شده‌است.